# Dick Pilling
Richard Pilling (bekannt als Dick Pilling; * 11. August 1855 in Old Warden, Vereinigtes Königreich; † 28. März 1891 in Manchester, Vereinigtes Königreich) war ein englischer Cricketspieler, der zwischen 1881 und 1888 für die englische Nationalmannschaft spielte.

## Aktive Karriere
Pilling gab sein First-Class-Debüt in der Saison 1877 und spielte für Lancashire. Dort konnte er sich etablieren und wurde in der Saison 1881/82 mit auf die Tour in Australien genommen. Dort gab er im Dezember 1881 sein Test-Debüt. Er spielte jeweils einen Test als Australien in den Sommern 1884 und 1886 nach England kam. Er reiste noch ein weiteres Mal in der Saison 1887/88 nach Australien. Seinen letzten Einsatz im Nationalteam hatte er im folgenden Sommer. Im folgenden Jahr absolvierte er auch sein letztes First-Class-Spiel.

## Nach der aktiven Karriere
Im Winter 1889/90 erlitt er eine schwere Erkältung, die seinem Einsatz beim Fußballspielen zugeschrieben wurde. Eine Influenza und eine Lungenentzündung folgte und verschlechterte seinen Gesundheitszustand zusehends. Auch entwickelte sich daraufhin eine Tuberkulose. Am Ende des Sommers 1890 in dem er kein Cricket mehr spielte, reiste er nach Australien, in der Hoffnung, dass die klimatischen Bedingungen dort seiner Gesundheit zuträglich sein würde. Doch half auch dieses nicht und er verstarb nur wenige Tage nach seiner Rückkehr im März 1891 im Alter von 35 Jahren.

## Einordnung
Pilling galt während seiner aktiven Zeit nach dem Australier Jack Blackham als bester Wicket-Keeper seiner Zeit. Er wurde 1891 im Rahmen der Wisden Cricketers of the Year als einer der Five Great Wicket-Keepers ausgezeichnet.